# Pierre Gassendi
Pierre Gassendi (Pierre Gassend, Petrus Gassendi; (n. 22 ianuarie 1592, Champtercier, Provence-Alpes-Côte d'Azur, Franța – d. 24 octombrie 1655, Paris, Regatul Franței) a fost un fizician, matematician, astronom, filozof și călugăr iezuit francez.
A fost un reprezentant important al materialismului atomist.
S-a dovedit precoce, astfel că la 16 ani ținea cursuri de retorică la Digne-les-Bains. Mai târziu a devenit profesor de teologie la Aix-en-Provence și de matematică la Collège Royal din Paris.

## Activitate științifică

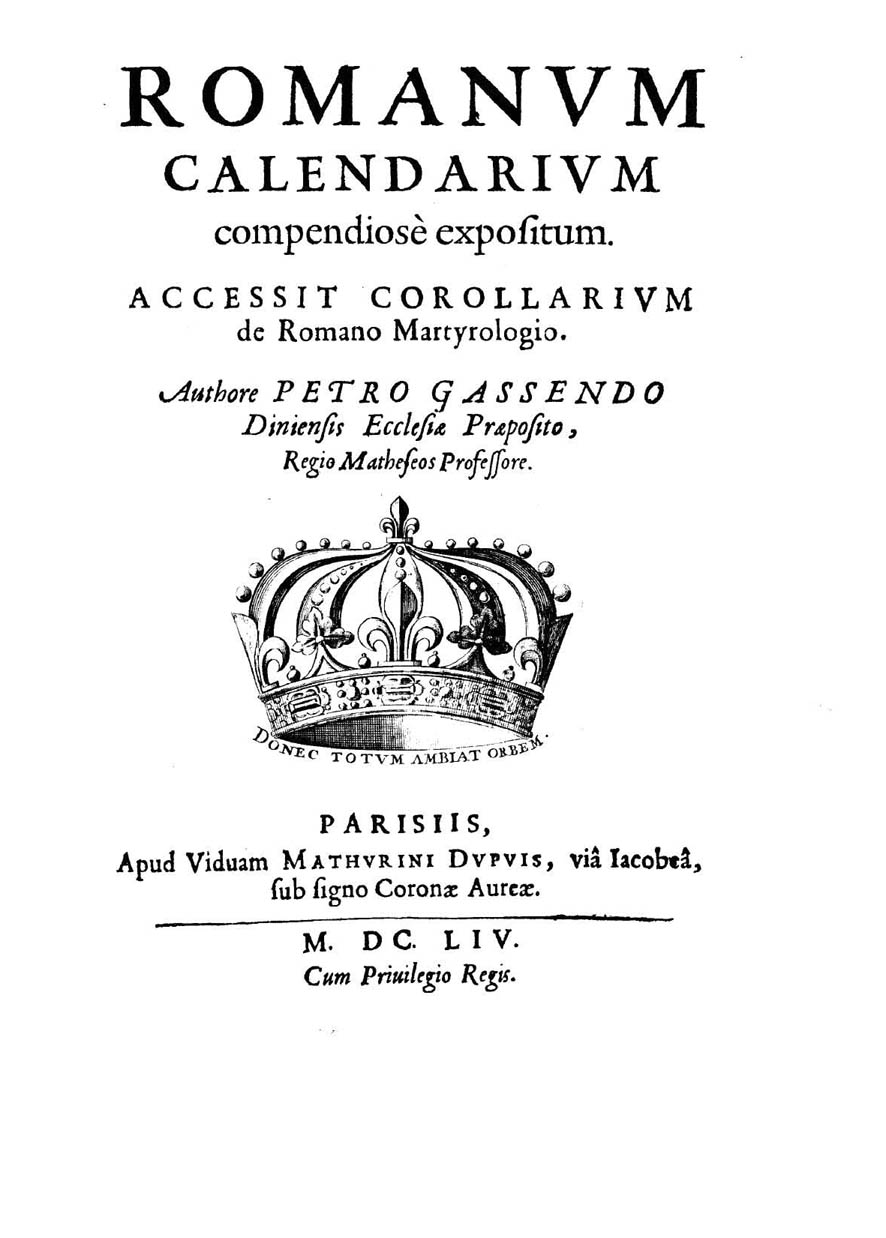
Romanum calendarium

Opera sa a rezumat doctrina atomistă a lui Epicur și a manifestat opoziție față de aristotelism. A fost rivalul lui René Descartes și i-a combătut concepția raționalistă.
Filozofia sa materialistă a fost apreciată.
În ceea ce privește știința, a acordat o importanță deosebită experimentului. Printre cele mai deosebite rezultate științifice se pot enumera:
- În 1629 a explicat producerea haloului ca datorându-se cristalelor de gheață;
- În 1631 este primul om care observă tranzitul unei planete peste Soare, studiind tranzitul lui Mercur prezis de Johannes Kepler.
- Cu ajutorul unei camere obscure determină diametrul aparent al Lunii.

## Scrieri
- 1624: Exercitationes paradoxicae adversus Aristoteles (Haga);
- Institutio astronomia, dedicată lui Richelieu;
- 1658: Petri Gassendi Dinieusis ecclesiae praepositi et in Ac. Paris Mathes Reg. Professioris, opera omnia in sex tomos divisa, în care și-a redat lucrările de filozofie;
- 1646: De proportione qua gravia decidentia acceleratur, în care expune teoria căderii accelerate a corpurilor.